# Calybute Downing
Calybute Dawning (Shenington, 1606 – Hackney, 1644) è stato un religioso e giurista inglese, fu uno dei partecipanti all'Assemblea di Westminster, partito da una posizione dottrinale assolutista approdò progressivamente ad una posizione in favore della resistenza civile partendo da presupposti contrattualistici.

## Biografia
Nato a Sherrington nel Gloucestershire, era figlio di Calybute Downing, signore del maniero di Sugarswell presso Tysoe, Warwickshire e di sua moglie Ann Hoogan, figlia di Edmund Hoogan ed originaria di Hackney. Venne battezzato il 27 ottobre 1605 presso la chiesa di St. Andrews a Northborough. Nel 1623 entrò come matricola all'Emmanuel College di Oxford e in quello stesso anno si trasferì all'Oriel College, dove ottenne il baccalaureato nel 1626. Successivamente diventò vicario della parrocchia di Quainton, nel Buckinghamshire, dove nel il 2 dicembre 1627 si sposò con Margaret Brett, figlia del locale rettore, Richard Brett. 

Dopo aver ottenuto l'accesso al Peterhouse College di Università di Cambridge, nel 1630 conseguì il Master of Arts e nel 1637 il titolo di Legum Doctor. A partire dal 1632 divenne cappellano personale di William Cecil, II conte di Salisbury ed in quello stesso anno divenne rettore della parrocchia di Ickford, nel Buckinghamshire, ruolo dal quale rassegnò le dimissioni nel 1636, assumendo nel 1637 il rettorato di West Ilsley, nel Berkshire e, con il patrocinio di Lady Mary de Vere, figlia di John de Vere, XVI conte di Oxford, ottenne il vicariato della parrocchia londinese di Hackney.

Le sue ambizioni di avanzamento sociale furono però disilluse quando si candidò per la wardnership dell'All Souls College di Università di Cambridge, avendo come suo diretto concorrente il futuro Arcivescovo di Canterbury Gilbert Sheldon. Scrisse in onore dell'episcopalismo, anche per ottenere i favori di Thomas Wentwort, del quale ambiva diventare cappellano personale. Nel 1640 si espresse in favore della causa del Parlamento, affermando in un sermone letto di fronte alla Artillery Company of London che era da considerarsi legittimo prendere le armi contro il sovrano in difesa della religione e per la riforma della Chiesa anglicana. A partire da questo momento lo schieramento di Downing fu decisamente in favore dei Roundhead, e non a caso subito dopo questa presa di posizione pubblica divenne cappellano dell'ammiraglio Robert Rich, II conte di Warwick, uno dei più strenui difensori del Parlamento puritano. 